# Corfe Mullen
Corfe Mullen ist ein Dorf im Südwesten von Dorset in England. Im Jahr 2001 lebten hier 10.147 Menschen.

## Allgemeines
Der Name kommt vom alt-englischen „corf“ was so viel heißt wie schneiden; durch etwas schneiden und dem alt französischen Wort „molin“ was Mühle bedeutet. Der Name entspringt der alten Wassermühle am Fluss Stour.

## Infrastruktur
Corfe Mullen liegt nahe dem Großstadtgebiet Bournemouth/Poole. Mit dem Auto erreicht man Poole in circa 15 Minuten, außerdem gibt es eine direkte Busverbindung mit der Linie 11 die ungefähr 21 Minuten benötigt.
Im Dorf befinden sich zwei Supermärkte, ein Postamt, eine Arztpraxis und Apotheke, ein Haarsalon sowie ein Laden für Haushaltsgeräte und eine Tankstelle. Weiterhin gibt es eine Bibliothek und ein Fitnessstudio. Corfe Mullen verfügt über sechs Kirchen. In Corfe Mullen befinden sich mehrere Schulen.